# Eger
Eger či Jager (chorvatsky Jegar; slovensky Jáger; turecky Eğri; německy Erlau ) je město v Maďarsku mezi pohořími Mátra a Bükk. Leží na severu země v župě Heves. Žije zde přibližně 49 tisíc obyvatel. Severo-jižním směrem jím protéká potok stejného názvu.
Město je hojně turisticky navštěvováno, a to jak zahraničními, tak i domácími návštěvníky. Typické panorama města dále charakterizují barokní stavby, minaret z doby osmanské nadvlády, středověký hrad a katedrála sv. Jana a Michala, která je druhá největší v Maďarsku po známé ostřihomské bazilice. Město je známé také díky svým minerálním pramenům a lázním.

## Název
Původ názvu není znám. Podle jedné z teorií pochází z maďarského označení pro strom olše údajně podle okolního velkého počtu olší. Slovo se objevuje i v dalších místních názvech po celém Maďarsku (např. Zalaegerszeg). Slovo éger pro olši pochází ještě z období před příchodem Maďarů do karpatské kotliny. 
Podle jiné teorie pochází z označení bulharského obyvatelstva z doby před příchodem Maďarů do Karpatské kotliny.

## Přírodní poměry

### Podnebí a vodstvo

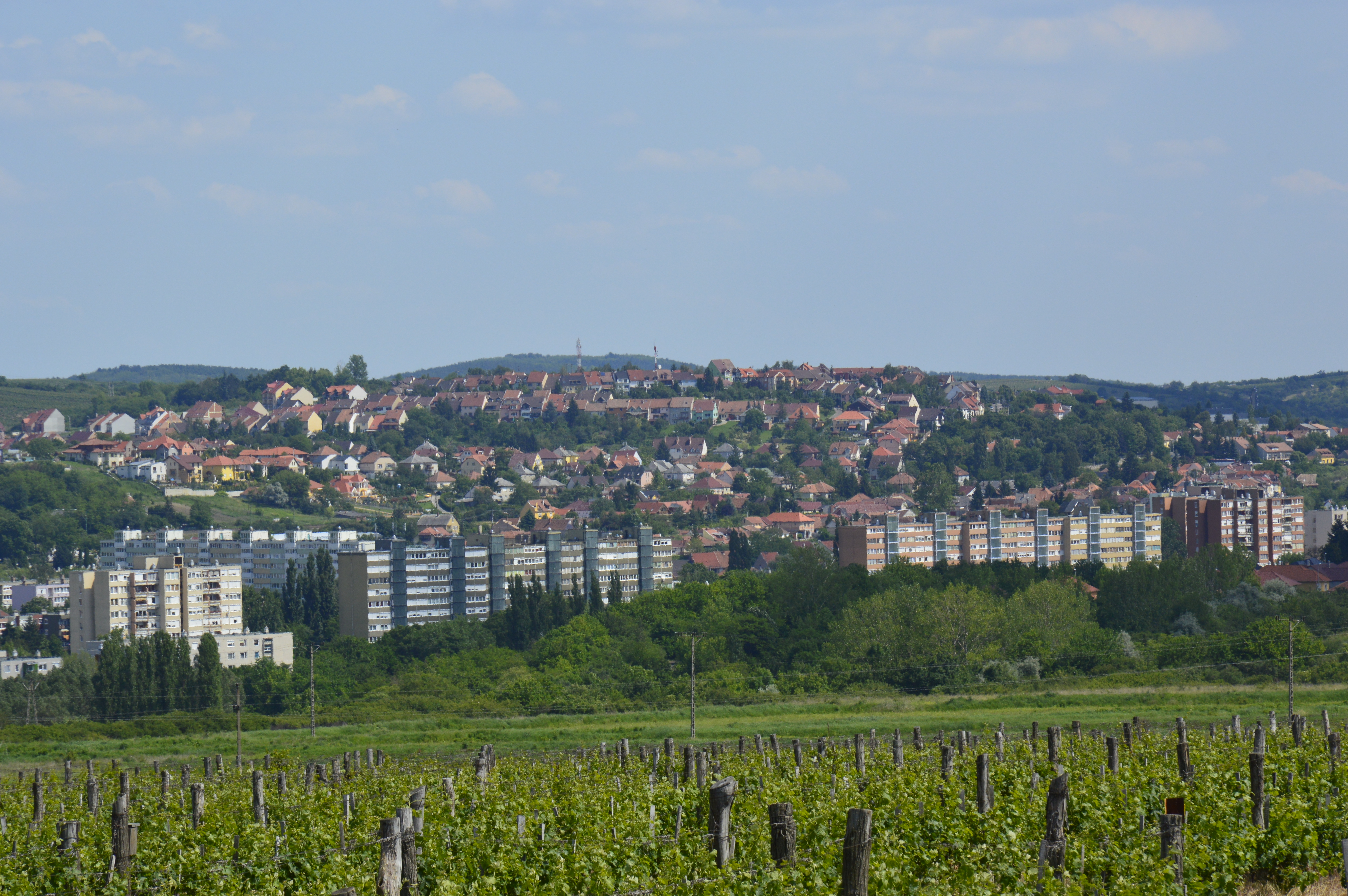
Město s vinicemi ve zvlněné krajině.

Podnebí v Egeru ovlivňuje blízkost zvlněné krajiny a nedalekých kopců. Léta jsou teplá, podzimy bývají tradičně teplejší a suché. V Egeru dosahuje sluneční svit průměru 1420 h ročně. Historicky nejvyšší naměřená teplota zde dosáhla 38,6 °C, nejnižší potom −18,5 °C. Nejvíce prší v červenci (úhrn srážek zde dosahuje 91,1 mm), a nejméně v lednu (27,8 mm).
Městem protéká severojižním směrem potok Egri-patak, který tvoří přirozenou osu celého sídla. Kromě toho je zde několik menších vodních toků, a to potoků Szóláti, Laskó, Eger, Tárkáni, Ostoros a Novaji., Západně od města se nachází umělé jezero Egerszalóki-víztarózó a východně potom jezero Ostrosi-tó. V severovýchodní části města vystupuje 532 m vysoký vrchol Negy-Eded, za nímž následují další kopce podobné výšky. 

### Flora a fauna
Město obklopují rozsáhlé kopce (leží mezi pohořími Mátra a Bükk) a blíže k městu vinice. V samotném Egeru potom stojí řada parků, např. Érsekkert, zahrada jižně od centra města. Oblíbený je také Alžbětinský dvůr v centru města (maďarsky Erzsébet udvar).

## Historie

Bitva o město s Turky v roce 1687.

Maďaři se usadili v 10. století. Do té doby se v oblasti dnešního Egeru střídali Slované s Avary a germánskými kmeny. Teprve během vlády svatého Štěpána I. zde vzniklo sídlo biskupství, ustanoveno bylo již v roce 1009. Město bylo vypleněno při tatarském vpádu v roce 1241.
V období 14. až 16. století zde byl vybudován kamenný hrad. Po bitvě u Moháče se Uhry ocitly v nezáviděníhodné situaci, neboť se městu přibližovalo turecké nebezpečí. Stejně jako celá řada dalších jiných měst byl i Eger vystaven útokům tureckého vojska. Město se stalo velmi rychle klíčovou pohraniční pevností před postupujícími útočníky. V roce 1552 se poměrně malé posádce čítající okolo dvou tisíc lidí podařilo ubránit před mnohonásobnou tureckou přesilou (40 000 útočníků). Obráncům velel István Dobó, Církevní i světští představitelé před Turky uprchli do Košic. Turci město drželi přibližně sto let. Podle záznamů tureckého cestovatele Evliyi Çelebiho, který město navštívil, zde žili spíše příslušníci porobených národů Turecké říše. Město bylo osvobozeno v roce 1687. 
Město bylo při příchodu Habsburků značně zchátralé, nedotčeno bylo zhruba 400 domů a v nich žilo především turecké muslimské obyvatelstvo. Následně byl Eger rekatolizován. Navrátilo se sem biskupství (biskup se vrátil z Košic dne 21. března 1688. Místní mešity byly přestavěny na kostely.
Leopold I. prohlásil Eger rok po osvobození královským městem, čímž omezil vliv biskupství, později egerského arcibiskupství, na chod města. Tento stav ale trval pouze krátkou dobu, neboť uvedený statut město ztratilo v roce 1795.
Na počátku 18. století zde došlo k bojům právě proti Habsburkům, během nich město podporovalo maďarské vzbouřence, nicméně ti zde byli poraženi. Po zbytek 18. století Eger nezachvátila žádné větší katastrofa a tak postupně byla realizována již zmíněná barokní přestavba. Působila zde řada řemeslníků, obchodníků a umělců. Do konce století počet obyvatel města atakoval metu dvaceti tisíc. V 19. století město zasáhly epidemie i požáry. 
Právě i zde došlo k významným událostem během celoevropských revolucí v roce 1848.

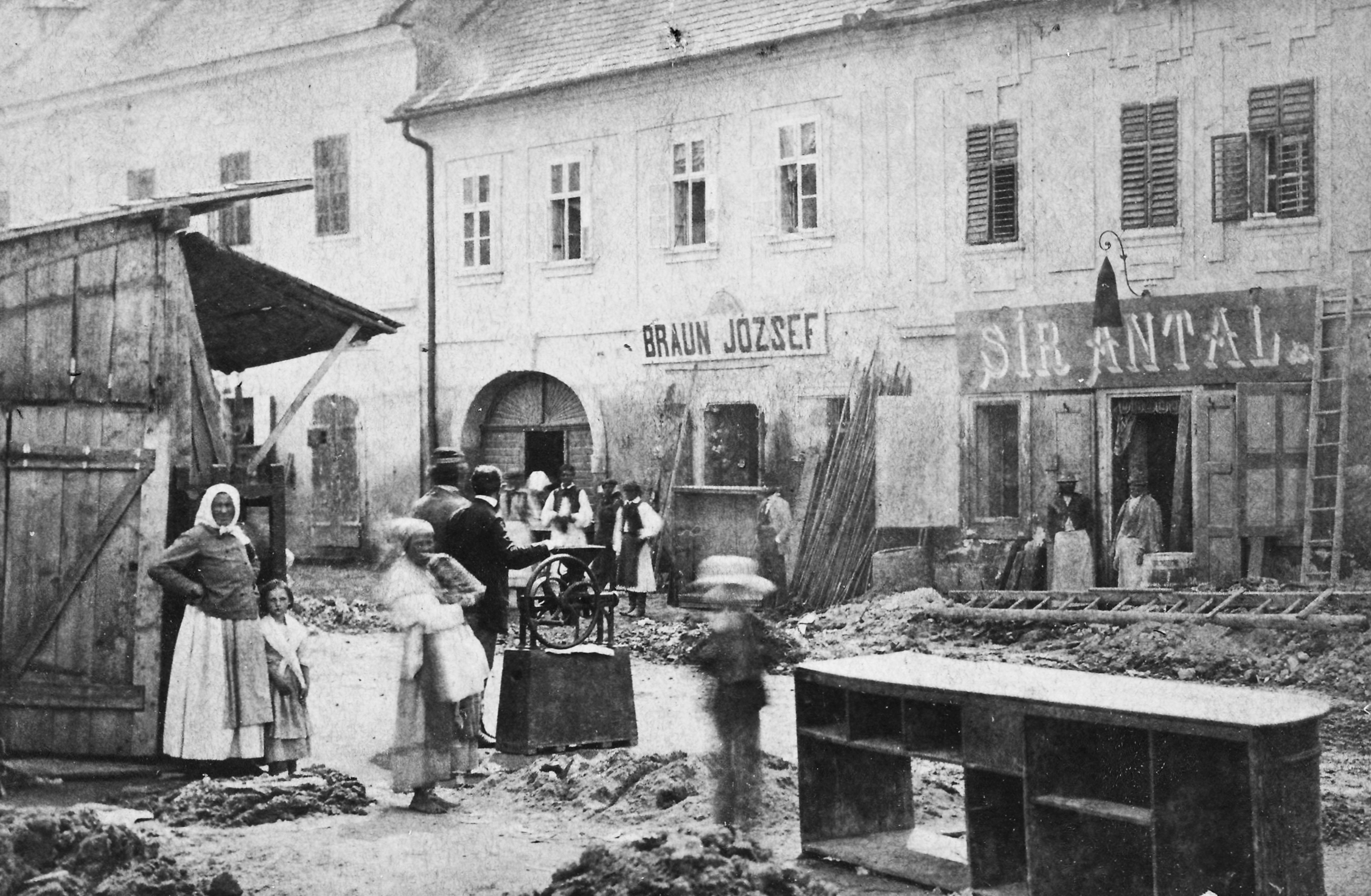
Ulice ve městě na konci 19. století.

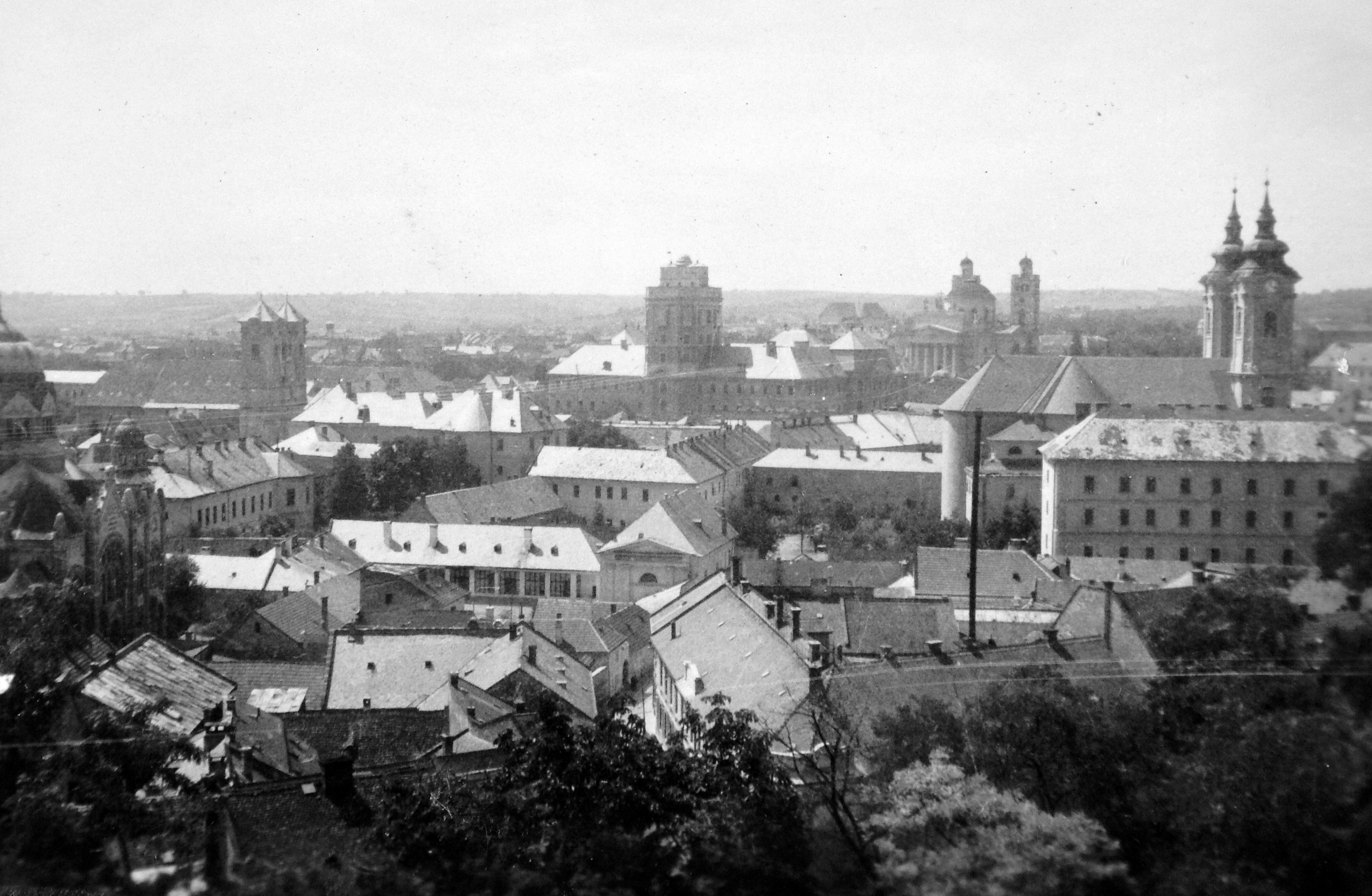
Pohled na město v roce 1937.

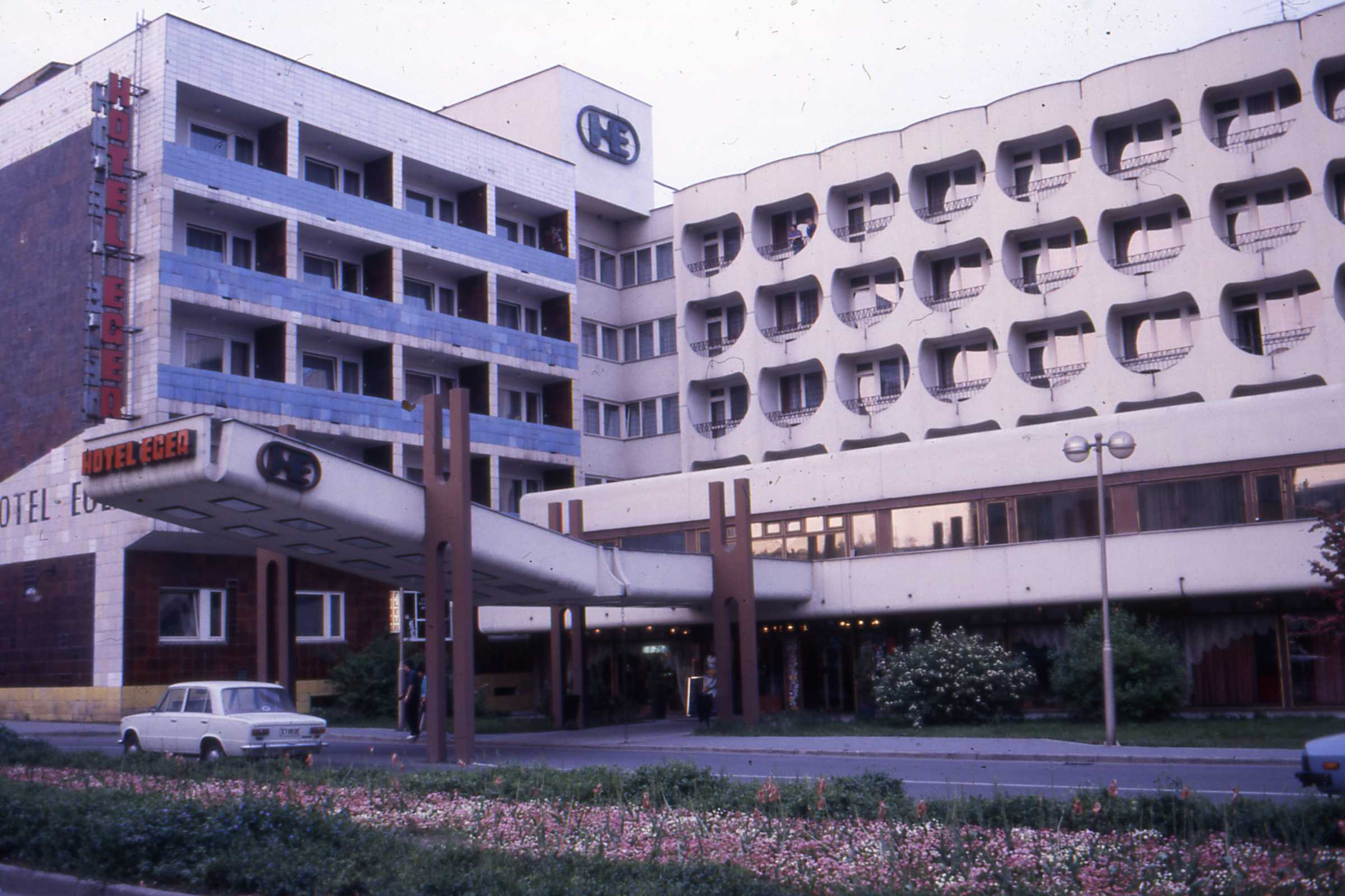
Hotel Eger v roce 1988 postavený v brutalistním stylu.

Historickým mezníkem bylo zavedení železnice. Eger nebyl napojen na trať Budapešť–Miskolc přímo, ale odbočkou. Kvůli tomu nezažil takový růst, jako některá jiná města v zemi. Podařilo se však uchovat historický ráz města. V roce 1878 zasáhla město ničivá povodeň, místní potok se vylil z břehů po vydatných deštích v nedalekém pohoří. Zničeno bylo cca 40 domů a zahynulo okolo 130 osob. V 30. letech 19. století vznikla místní bazilika podle projektu Józsefa Hída, dokončena byla roku 1836.
Na přelomu století byl Eger znám také jako Maďarské Athény[zdroj?] vzhledem k značnému počtu škol a vysokému počtu studentů. Žili zde také dva významní maďarští spisovatelé své doby Sándor Bródy a Géza Gardónyi. Divadlo bylo otevřeno roku 1904, první premiérou zde byla hra právě z pera Gardónyiho. V téže době získal Eger také moderní kanalizaci. Na počátku 20. století byly také položeny základy pro místní Muzeum výtvarného umění.
I přes bohatý kulturní život byl Eger nicméně městem, kde se značná část místního obyvatelstva živila zemědělstvím, chovem dobytka, ovocnářstvím apod. Ekonomický rozvoj byl víceméně pozvolný, od čehož se odrážel i vývoj co se týče růstu počtu obyvatel. V roce 1900 žilo v Egeru 27 675 lidí, o třicet let později město dosáhlo mety třiceti tisíc. Do první světové války zde stály dvě tiskárna, parní mlýny a jedna továrna na tabákové výrobky.
V roce 1908 byla na místní nádraží zavedena i druhá železniční trať, a to dále na sever, do Putnoku.
Rozvoj po pádu Rakouska-Uherska začal velmi pozvolně, ještě v 20. letech se celé Maďarsko topilo v ohromných problémech. Skutečnost, že Eger nepatřil k průmyslověji rozvinutým městům, dokládá i fakt, že zde dlouho neexistovala místní buňka komunistické strany (která se po válce dostala v celém Maďarsku k moci). 
V roce 1933 získal od centrální vlády Eger povolení pro to se stát lázeňským městem. Nové lázně byly otevřeny o rok později. O přestavbě původních arcibiskupských lázní do podoby moderního koupaliště se nicméně diskutovalo (byť neúspěšně a neplodně) již na přelomu století, ještě za Rakousko-Uherska.
Během války bylo město bombardováno. Nakonec ustupující německá armáda vyrabovala továrny, zničila všechny mosty a vyhnala domácí zvířata. Po druhé světové válce byly odkryty některé historické budovy. V roce 1968 bylo historické jádro Egeru prohlášeno za památkově chráněné. Díky tomu bylo uchráněno před živelnou výstavbou. Panelová sídliště (např. Felsőváros, doslova horní město, dříve pojmenované po městu Čeboksary, nebo Lájosváros) byla zbudována, nicméně jen na okraji města. V 80. letech byl vybudován obchvat centra města a to bylo uzavřeno do značné míry pro automobilovou dopravu. 
Až do roku 2007 byla v Egeru přítomná maďarská armáda a byl posádkovým městem. Poté byly kasárny Istvána Dobó uzavřeny.
Průmysl se vyvíjel na jižním okraji Egeru, okolo ulice Kistályai ut. Vybudována zde také byla přeložka, aby vlaky z Putnoku mohly pokračovat dále do Budapešti a nezajížděly na hlavní nádraží.
Dnes je město vyhledávanou turistickou destinací. V 90. letech vznikly nové nákupní i průmyslové zóny (např. v blízkosti již zmíněného sídliště Felsőváros).
V roce 2016 město povolilo svolávání muezzinem k modlitbě z historického minaretu.

## Obyvatelstvo

### Struktura obyvatelstva

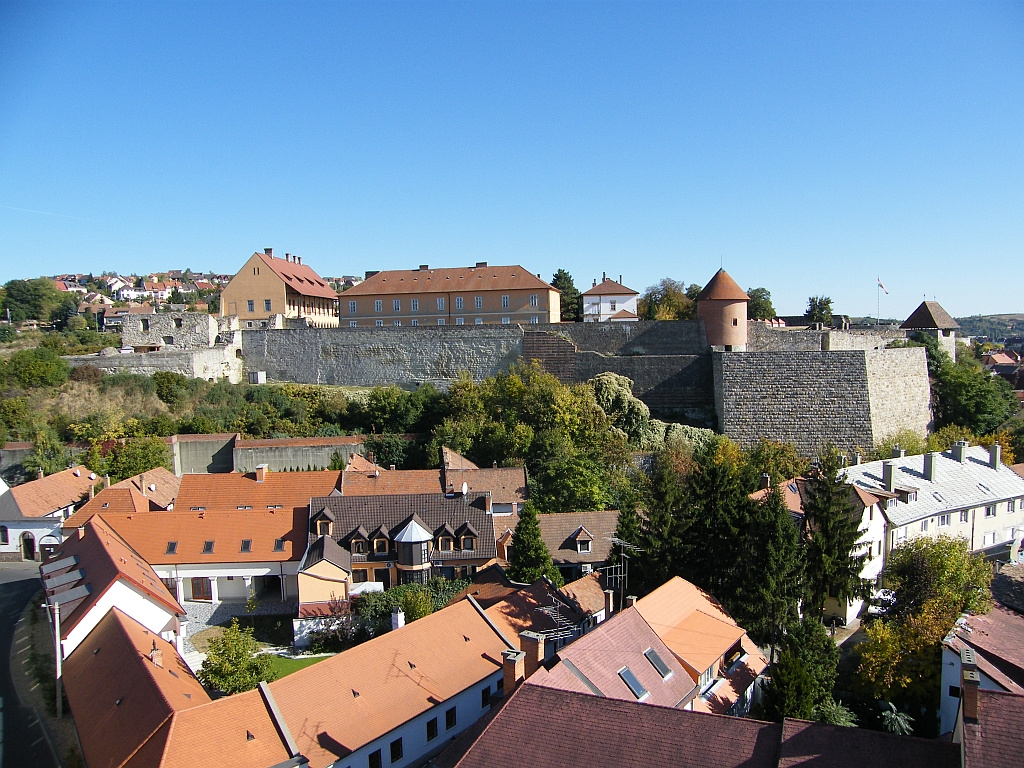
Dochovaný střed města s hradem.

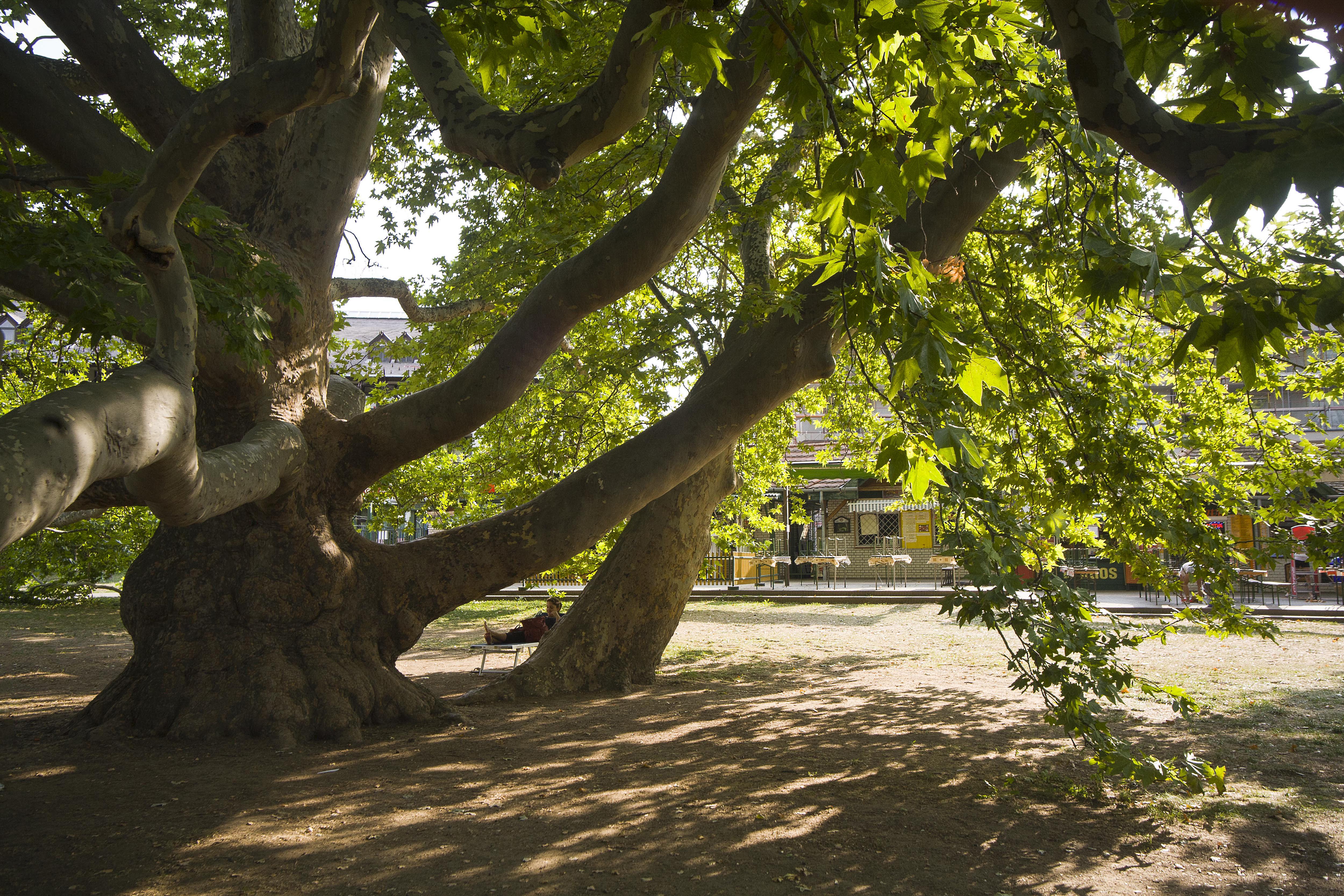
Orientální platan v Egeru.

Ve městě žilo v roce 2022 zhruba 49 tisíc lidí. Počet obyvatel města dlouhodobě klesá.
V Egeru žilo k 1. lednu 2011 celkem 56 569 lidí, což činí 18,3 % z obyvatelstva župy Heves. Obyvatelstvo průměrně stárne a počet obyvatel Egeru neroste. V roce 2011 byl podíl osob mladších 19 let na celkové populaci města 22 %, podíl osob starších 60 let činil 24 %. Většina obyvatelstva se považovala za Maďary, ale asi 4,6 % Egeřanů se hlásilo k dalším národnostním skupinám, např. k romské, německé a rumunské národnosti.

### Náboženský život
Dominantně zastoupeným náboženstvím je Římskokatolická církev. Podle údajů ze sčítání lidu z roku 2001 se více než polovina obyvatel Egeru (72,3 %) hlásila k nějakému náboženskému vyznání. V rámci katolických církví se k římskokatolické církvi hlásilo 36 438 osob, k řeckokatolické 495 osob. Ve městě byly také početné protestantské komunity, především reformované (4 516) a evangelické (368). Pravoslavné křesťanství je spíše vyznáním některých národnostních menšin v zemi (Rusové, Rumuni, Srbové, Bulhaři, Řekové) a jejich počet byl v porovnání s celkovým počtem obyvatel města zanedbatelný (46). V celém městě je nicméně zastoupena řada dalších menších křesťanských denominací. Počet osob hlásících se k židovské náboženské obci byl 15. Spousta obyvatel se také k žádnému vyznání nebo náboženství vůbec nepřihlásila.

## Obecní správa a politika

### Administrativní dělení
Město se dělí na přibližně 20 městských částí. 

### Zastupitelstvo a starosta
Místní zastupitelstvo má 17 členů a starostu. Tento počet byl stanoven po komunálních volbách v roce 2010. Starostou Egeru je Ádám Mirkóczki. 

### Znak a vlajka
Znak města Egeru tvoří modrý štít s hrotitým podstavcem, na jehož zeleném podstavci stojí hradba se dvěma střílnami a třemi baštami s otevřenými branami. Zleva se rozvětvující stříbrný (bílý) jednorožec drží stříbrný meč se zlatou rukojetí směřujícími vzhůru a na ní se vine zelený had. Na hrotu meče je stříbrná šesticípá hvězda. Na pravé straně se vznáší orel a v pařátech drží otevřenou knihu. Uprostřed hlavy štítu je polovina zlaté sluneční koruny. Štít je lemován barokními zlatými a stříbrnými úponky, vpravo a vlevo od úponků vyhlíží hlava gryfa.
Vlajka Egeru vyobrazuje znak města s dvěma vodorovnými pruhy; červeným a modrým.

## Hospodářství
Město patří k rozvinutějším částem Maďarska. V hospodářském srovnání byl Eger v roce 2002 na 6. místě v Maďarsku. V roce 2004 zde bylo ekonomicky aktivních 49 % obyvatel. Lidé byli zaměstnáni většinou v terciárním sektoru služeb, následoval sektor průmyslu.

### Zemědělství a prvovýroba
V severní části města se nachází Vápencový lom Eger Felnémeti, který jistým způsobem narušuje souvislý ráz krajiny. V Egeru se však nenachází rozsáhlejší průmysl, který by ovlivňoval nebo ohrožoval místní životní prostředí.
Eger je považován za centrum vinařství v Maďarsku. Vinice obklopují město, resp. oba dva hlavní svahy širšího údolí místního potoka. Na svazích kopce Nagy-eded stojí nejvýše položená vinice v Maďarsku (501 m n. m.) Známé je místní víno Egri bikavér (býčí krev), které odkazuje na boje s Turky a jehož pitím měli v 16. století získat obránci při střetu býčí sílu. Ve městě je mnoho vináren a tradičních, částečně podzemních, vinných sklepů. Nachází se zde např. vinařství Gróf Buttler nebo Nimród Kovács.

### Průymsl
V Egeru se nachází závod společnosti Aventics a dále společnosti Robert Bosch. Průmyslové oblasti jsou soustředěny na jižním okraji Egeru, poblíž železniční stanice.

### Služby a turistika
Ve městě stojí větší obchodní centra, jako např. Agria Park, postavená na přelomu 20. a 21. století.
Významným ekonomickým odvětvím je turistický ruch, který se soustředí nejen na místní pamětihodnosti, ale také na lázeňství a využívání místních léčivých pramenů. Město je oblíbené u domácích návštěvníků, cestují sem ale také i turisté z nedalekého Slovenska, většinou na jednodenní výlety. S 303 000 počty přenocování hostů (2012) byl na 11. místě v celém Maďarsku. 
Místní termální lázně (maďarsky Egri termalfurdő) byly otevřeny roku 1934. Nedaleko Egeru se nachází rovněž i solné lázně. Eger je také vnímán jako výchozí bod pro návštěvu okolních lesů a parků (např. pohoří Bükk). Turistické trasy vedou do kopců přímo ze středu města.

## Doprava

### Silniční doprava
Do Egeru míří také dálniční přivaděč č. M25, který se napojuje jižně od Egeru na dálnici M3. U města končí v jižní průmyslové zóně (Déli iparterület). Kromě toho městem prochází silnice celostátního významu č. 24 a 25. Tyto silnice procházejí samotným městem, ačkoliv ne jeho přímým středem. Obchvat města je do budoucna zvažován.

V historickém centru (Belváros) je automobilová doprava silně redukována. 

### Železniční doprava

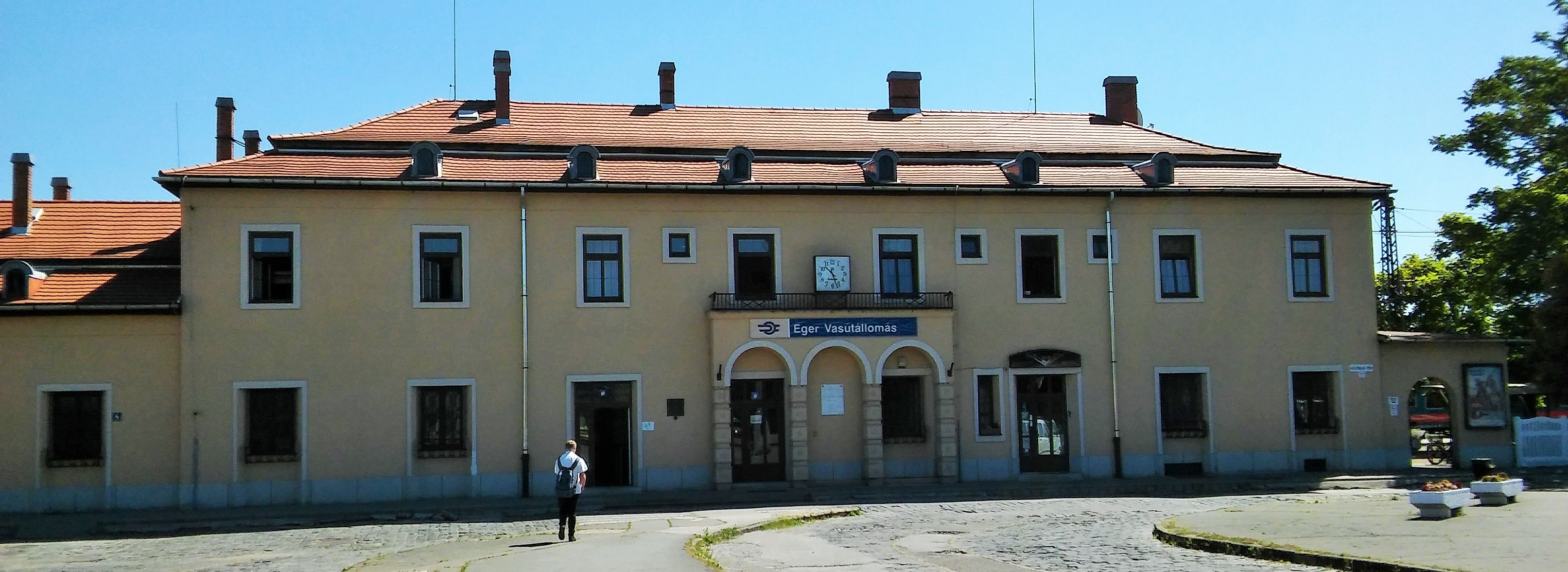
Budova nádraží.

Železniční spojení Eger získal v roce 1872. Hlavní nádraží Eger se nachází cca 1,5 km od středu města. Z něj vedou tratě do Füzesabony a Putnoku. První zmíněná trať je hlavní jednokolejná elektrifikovaná trať, která spojuje Eger se zbylou maďarskou železniční sítí. Druhá zmíněná trať je jednokolejná, částečně elektrifikovaná (po stanici Eger-Felnémet) a má lokální charakter. Trať prochází středem města a nachází se něm zastávka Egervár a stanice Eger-Felnémet.
Na trati do Füzesabony vyjíždějí každý den ve dvouhodinových taktech spěšné vlaky kategorie InterRégió na trase Eger – Füzesabony – Budapest-Keleti pu. a vlaky též kategorie na trase Eger – Füzesabony – Debrecín. Doplněné jsou navíc osobními vlaky jedoucí jen do města Füzesabony. Na trati do Putnoku jezdí každé dny tři páry (přes sezonu doplněn o čtvrtý pár jezdící jen o víkendech) osobních vlaků na trase Eger – Szilvásvárad, který se nachází cirka v polovině trasy do Putnoku. Dál už je trať bez osobní dopravy.

### Letecká doprava
Jihovýchodně od města se nachází letiště Apollo se zatravněnou ranvejí, které má jen omezené využití.

### Městská doprava
V Egeru je rovněž provozována síť městské autobusové dopravy. Ta byla ustanovena v roce 1949. V roce 2023 ji doplnily elektrobusy.
Místní autobusové nádraží bylo postaveno roku 1965. 

## Společnost

### Školství

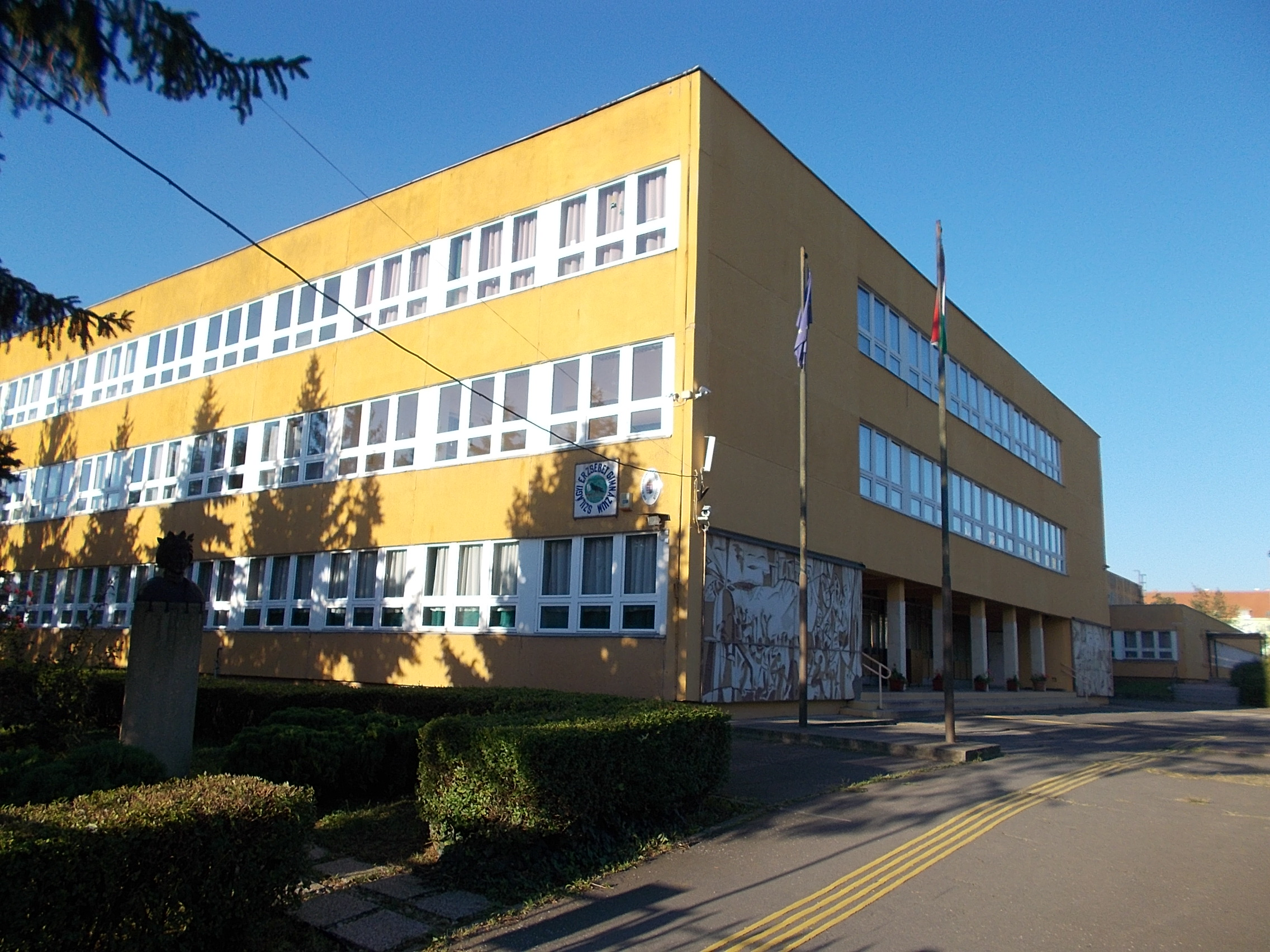
Střední škola Erzsebét Szilágyi v Egeru.

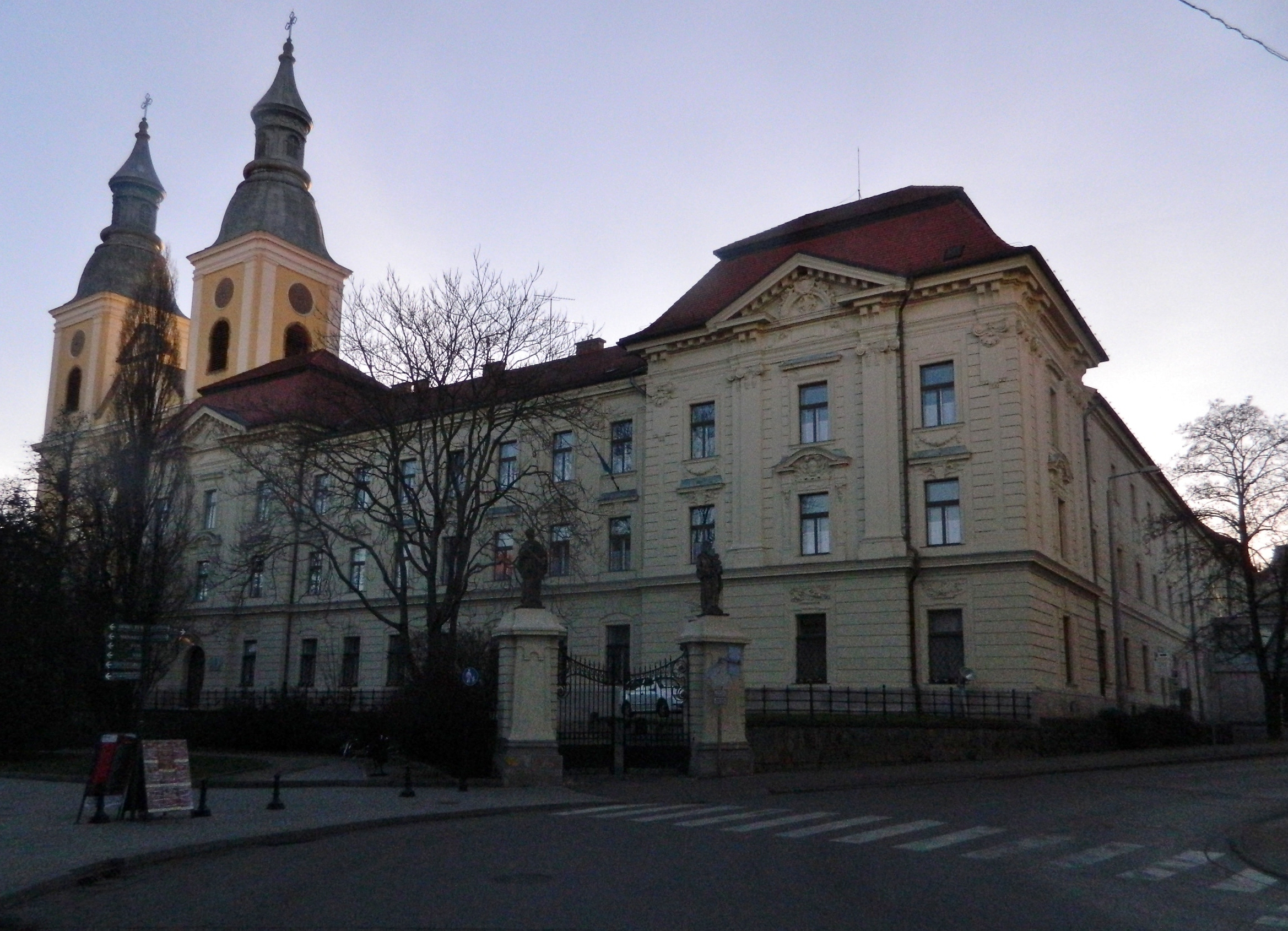
Budova školy při řádu cisterciánů.

Z vysokých škol zde působí Katolická univerzita Károly Eszterházyho a Vysoká škola náboženských studií v Egeru a Arcibiskupský institut pro výchovu kněží. Dále zde stojí sedm středních škol a okolo deseti učilišť. Celkem zde studuje na dvacet tisíc studentů, zatímco v roce 1980 to bylo okolo sedmi tisíc.

### Zdravotnictví
V centru Egeru leží budova župní nemocnice. Její rozsáhlý areál se nachází v samotném centru města v blízkosti hradu.

### Městská média

#### Televizní stanice
- Eger Városi Televízió
- Líceum TV

#### Rozhlasové stanice
- Rádió 1
- Rádió Eger
- Szent István Rádió

#### Tisk
- Heves Megyei Hírlap
- Egri Est
- Royal club – Heves megye

### Sport

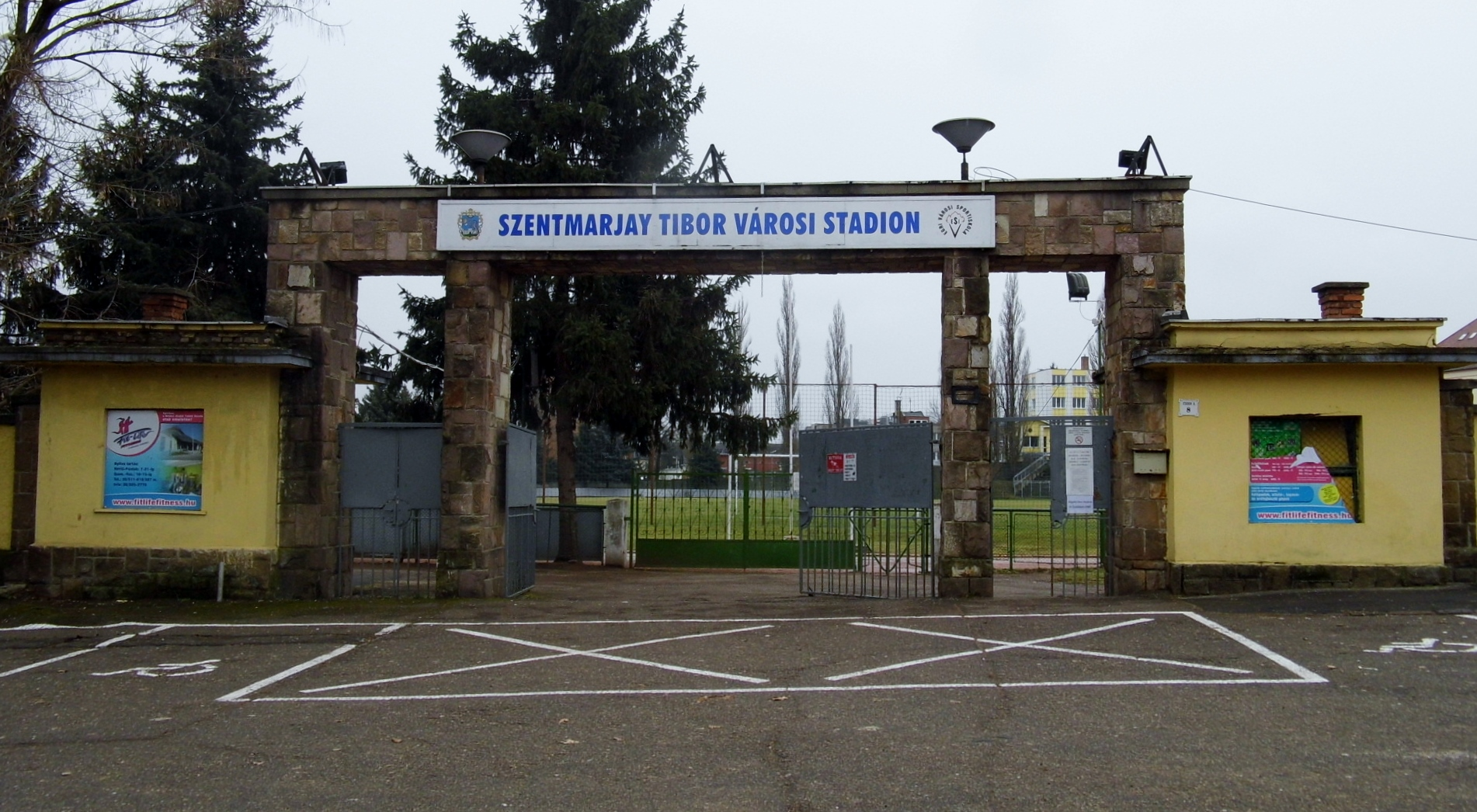
Egerský fotbalový stadion.

Místní tým ve vodním pólu patří k jedním z nejúspěšnějších v celém Maďarsku.[zdroj?]
Východně od místního parku Érsekkert se nachází rozlehlé areály s plaveckými bazény, lázně a koupaliště. Jižně od parku potom stojí krytá hala Ference Keményho, atletický stadion a tenisové kurty.

## Kultura

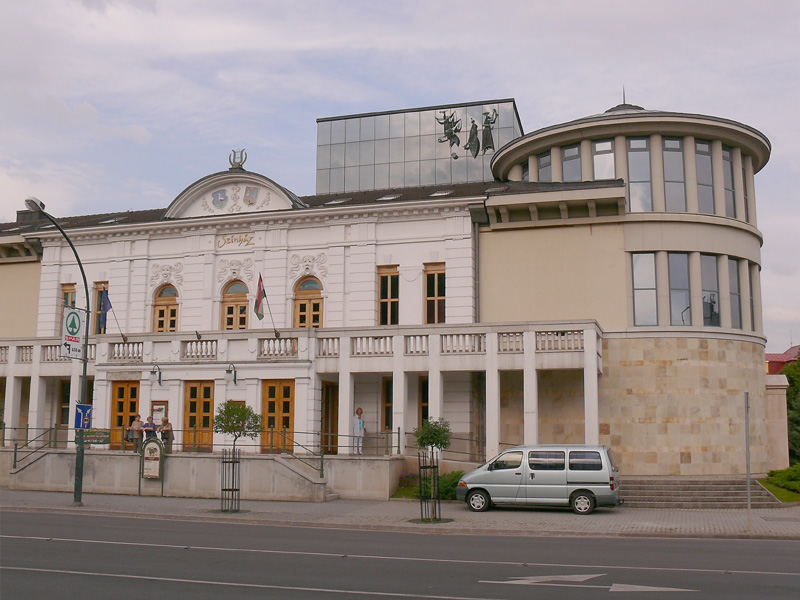
Divadlo Gézy Gárdonyiho bylo pojmenováno po autorovi knihy o obléhání Egeru (1552), Gézovi Gárdonyim

### Kulturní akce
V Egeru jsou v průběhu celého roku pořádány různé kulturní akce. Jedná se např. o jarní festival, který zde probíhá na přelomu měsíců března a dubna, dále Letní hry v zahradě Érsékkert na přelomu července a srpna, Agria Summer Games běžící po celé léto, taneční festival (přelom července a srpna), festival býčí krve, barokní festival apod. 

### Kulturní památky a pamětihodnosti města
Nejznámější a velmi navštěvovanou památkou je Egerský hrad (maďarsky Egri Vár), známý úspěšnou obranou proti tureckému nájezdu v 16. století. Hrad se nachází na opačné straně řeky, než střed města a jedna z jeho bašt byla oddělena v minulosti železniční tratí (bašta Zárkándy). V roce 2022 byl hrad částečně zrekonstruován. V uvedeném hradu se nachází muzeum, které je věnované právě obránci Egeru, Istvánovi Dobó.[zdroj?]
Památkově chráněný je také minaret, jeden ze tří, které se v Maďarsku dochovaly. Je nejsevernějším dochovaným, který Turci kdy postavili. Byl součástí mešity Hamza Beye Kethüdi, která byla zbořena.
Další významnou památkou je rovněž Arcibiskupský palác, který byl v roce 2021 obnovován. V Egeru stojí také Národní muzeum vína. V blízkosti Župního domu (maďarsky Megyeháza) se rovněž nachází muzeum sportu.
Místní divadlo nese název po Gézovi Gardónyim. Od roku 1965 stojí ve městě také i loutkové divadlo (maďarsky Harlekin Bábszínház). V roce 2021 byl ve městě otevřen zážitkový park s Noem a jeho archou.
Místní minoritský kostel byl navržen Kiliánem Ignácem Dientzenhoferem. Byl dokončen roku 1771. Hlavním svatostánkem je nicméně místní bazilika, resp. katedrála. Postavena byla v novoklasicistním stylu. Oproti ní se nachází budova lycea s velkou knihovnou. Nedaleko se nachází také astronomické muzeum.
Známé jsou rovněž katakomby, které bývají často označovány jako "město pod městem" (maďarsky Város a város alatt). Historicky významné a památkově chráněné domy se nachází na ulici Lajose Kossutha. Mezi ně patří např. radnice (postavená na přelomu 19. a 20. století, renovovaná v roce 2014) a paláce Kispreposti a Nagypreposti. Za zmínku rovněž stojí i zahrada arcibiskupského paláce s termálními lázněmi. Mezi pamětihodnosti patří rovněž i koupaliště Bitskey Aladár. Pozoruhodný je rovněž kostel sv. Mikuláše, (srbský-pravoslavný). Z poloviny 19. století pochází také Malá synagoga, z konce potom Ortodoxní synagoga. Od roku 2012 má Eger jako jedno z mála měst ve Střední Evropě také muzeum skupiny Beatles.
Na místním hřbitově se také nachází památník a hroby polských důstojníků.

## Ve filmu
V Egeru se natáčel na místním hradě v roce 2001 film Podivuhodný závod. Místní hrad pro natáčení filmu o bitvě s Turky má svoji repliku, kterou nechali v roce 1968 vybudovat maďarští filmaři u obce Pilisborosjenő.

## Osobnosti
- Theodor Schmid (1859–1937), rakouský matematik
- Sándor Bródy (1863–1924), spisovatel
- Géza Gárdonyi (1863–1922), spisovatel, básník, pedagog
- Ladislav Vajda (1877–1933), scenárista, divadelní režisér a dramaturg
- Lajos Egri (1888–1967), dramatik
- László Deák (1891–1946), důstojník a válečný zločinec ve druhé světové válce
- György Piller (1899–1960), šermíř
- József Turay (1905–1963), fotbalista
- Károly Kárpáti (1906–1996), zápasník
- István Bárány (1907–1995), plavec
- György Illés (1914–2006), kameraman
- Géza Kádas (1926–1979), plavec
- Ferenc Keszthelyi (1928–2010), římskokatolický biskup z Vácu
- István Hevesi (1931–2018), hráč vodního póla
- Miklós Ambrus (1933–2019), hráč vodního póla
- Gusztáv Csík (* 1943), jazzový hudebník
- Csaba Ali (1946–2020), maďarský plavec
- Imre Török (* 1949), maďarsko-německý spisovatel a novinář
- András Sike (* 1965), zápasník
- József Faragó (* 1966), zápasník
- Gábor Bukrán (* 1975), fotbalista
- Lajos Virág (* 1977), zápasník
- Norbert Madaras (* 1979), hráč vodního póla
- Henriett Seth. (* 1980), autor a výtvarník
- Péter Ács (* 1981), šachový mistr
- Gábor Kis (* 1982), hráč vodního póla
- Gábor Hatos (* 1983), bývalý zápasník
- Edina Dobi (* 1987), volejbalový hráč
- Anna Gyarmati (* 1993), snowboardistka

## Partnerská města
- Čeboksary, Rusko
- Esslingen am Neckar, Německo
- Gainesville, USA
- Gheorgheni, Rumunsko
- Kutná Hora, Česko
- Mâcon, Francie
- Pamukkale, Turecko
- Pori, Finsko
- Přemyšl, Polsko
- Sarzana, Itálie
- Dolní Kubín, Slovensko
- Mukačevo, Ukrajina
- Jericho, Palestina
- Székesfehérvár, Maďarsko